# Монастырь Завала
Монастырь Завала  (серб. Манастир Завала, босн. и хорв. Manastir Zavala) в честь Введения во храм Пресвятой Богородицы  — монастырь Захумско-Герцеговинской и Приморской епархии Сербской православной церкви в селе Завала, общины Равно, Герцеговино-Неретвенского кантона, Федерации Боснии и Герцеговины. Расположен в долине Попово-Поле у подножия горы Острог.

## История
Точная дата основания монастыря неизвестна. Согласно народному преданию, первую церковь на этом месте воздвиг император Константин I Великий. Первое письменное упоминание датируется 1514 года и связано с покупкой винограда в селе Орахов До при игумене Серапионе. 
В 1587 году был построен новый храм. В 1619 году он был расписан хиландарским монахом Георгием (Митрофановичем). В 1621 году будущий сербский святитель Василий Острожский стал послушником в монастыре Завала. В XVII и начале XVIII века монастырь несколько раз пострадал в ходе турецко-венецианских войн, а в 1722 году был разрушен. В XIX веке восстановлен игуменом Исайей (Шоичем).  Во время Второй мировой войны монастырь сильно пострадал от усташей. Во время Боснийской войны 1992—1995 годах Завала оказалась в зоне боевых действий, все здания монастыря, кроме храма, были разрушены. В 2000—2002 годах монастырь был полностью восстановлен.
Монастырская церковь с 2003 года входит в список национальных памятников Боснии и Герцеговины.